# Friedrich Ludwig Bührlen

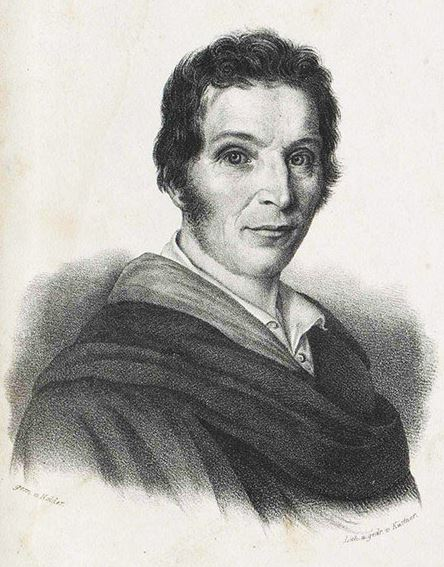
Bührlen

Friedrich Ludwig Bührlen (* 10. September 1777 in Ulm; † 9. Mai 1850 in Stuttgart) war ein deutscher Schriftsteller und Kanzleibeamter.

## Leben
Nach dem Besuch der Universitäten Landshut und Würzburg trat er in den bayerischen Staatsdienst ein. 1811 wurde er nach dem Übergang Ulms an Württemberg Registrator der Steuersektion, später der Oberrechnungskammer in Stuttgart, zuletzt mit dem Titel eines Kanzleirats.
Bührlen war ein Kunstsammler und interessierte sich sehr für ästhetische Fragen. Als Schriftsteller schrieb er Aufsätze und Bücher politischen, philosophischen, landeskundlichen und ästhetischen Inhaltes sowie Novellen und Romane.

## Familie
Bührlen war der älteste Sohn des Ulmer Webermeisters, Merzlers (Händlers) und Wildmannwirts Johannes Bührlen (1752–1803) und seiner Frau Anna Catharina Weißmann (1754–1825). Der Vater war auch Assistent bei der Stadtmusik und als Unternehmer beim Festungsbau tätig. Die Großeltern waren der Webermeister und Schwarzschauer Nicolaus Bührlen (1698–1765), der aus Amstetten stammte und 1728 das Ulmer Bürgerrecht erworben hatte, und seine zweite Ehefrau Anna Groninger aus Kuchen an der Fils. Der Urgroßvater Jacob Bührle (1657–1715) war Söldner (Kleinbauer) und Tagelöhner in Amstetten, verheiratet mit der Pfarrerstochter Anna Schmid (1662–1747) aus Amstetten. Die weiteren Vorfahren waren seit 1612 Bauern in Amstetten, davor Widumbauern in Weiler ob Helfenstein.
Friedrich Ludwig Bührlen heiratete 1810 in Ulm die Maurermeisterstochter Apollonia Bürglen aus Laichingen (1787–1873). Der Ehe entstammten sechs Kinder, darunter Therese (1818–1892), verheiratet mit dem Buchhändler Johann Scheible (1809–1866) in Stuttgart. Brüder Friedrich Ludwigs waren der Geometer und Stadtbildmaler Johann Baptist Bührlen in Füssen (1783–1849), der Glasmaler Christian Bührlen (1785–1874) sowie der Tagebuchschreiber und Sprach- und Schwimmlehrer Johann Andreas Bührlen (1788–1857), beide in Ulm.